# Adrar Afao
L'adrar Afao ou djebel Azao est le plus haut sommet du massif du Tassili n'Ajjer dans le Sud-Est de l'Algérie, culminant à 2 158 mètres d'altitude.

## Géographie
L'adrar Afao est un sommet dans le massif du Tassili N'Ajjer, un plateau de grès situé au nord-est des montagnes du Hoggar. La montagne forme une crête sur le plateau, parallèle à peu près à l'escarpement. Le massif est principalement composé de grès, ce qui a entraîné la formation de nombreuses arches naturelles en pierre. Le mont Afao est drainé par divers oueds qui convergent vers l'oued Imirhou. Cet oued coule vers le nord-est, puis tourne vers le nord-ouest et disparaît dans les sables de l'erg d'Issaouane à l'ouest d'Illizi.